# 夢半球
『夢半球』（ゆめはんきゅう）は、1979年11月5日に発売された谷山浩子の5枚目のアルバム。
1988年6月21日にCDとして再発売された。

## 概要
このアルバムまでは、谷山がそれまで書き溜めてきた作品と、新しく書き下ろした作品が混在している。谷山は当時、ディレクターやアレンジャーから自らの音楽性を理解してもらえず、プライベートでも恋愛でうまくいっていなかった。その心情を反映してA面夜サイドは暗い作品で構成されている。
A面（夜サイド）の冒頭は、真夜中に恋人へ手紙を書いているという語りから始まる。そしてB面（朝サイド）は、引き戸を開ける音と小鳥の鳴き声による夜明けのシーンで始まり、外の草木や風に癒されていく様子を明るく歌うという、組曲を意識した構成となっている。
前アルバム『鏡の中のあなたへ』と合わせ、「暗い谷山浩子」のイメージが形成された時期であった。
収録曲の中で『テングサの歌』は、人類滅亡後の世界を紀勢本線岩代駅のホームに佇む海藻のテングサの視点で歌ったシュールな曲。同曲がライブで歌われるときはある部分で掛け声をかける「お約束」がある。
『イーハトーヴの魔法の歌』の歌詞は、谷山がラジオ関西の『ギャルギャル神戸』という番組中の企画で一般から募集し、谷山が曲を付けたものである。また『風の子供』はアルバム・バージョンである（シングル『風を追いかけて』B面にシングル・バージョンを収録）。

## 収録曲
A面<夜 A.M.1:00～A.M.5:37>（1 - 6）、B面<朝 A.M.5:39～A.M.10:07>（7 - 11）
1. 扉
2. 破れ傘
3. たずねる
4. 愛の妖精
5. 紙吹雪
6. 陽だまりの少女
7. もみの木
8. 風の子供
9. テングサの歌
10. イーハトーヴの魔法の歌
11. 風を追いかけて

- 作曲：谷山浩子（全曲）
- 作詞：谷山浩子（1 - 9, 11）、清水一寛（10）
- 編曲：大村雅朗（1, 2, 4 - 6）、谷山浩子・山川恵津子（3）、山川恵津子（7, 10）、安田裕美（8）、谷山浩子（9）、瀬尾一三（11）